# Fred Tootell
Frederick Delmont "Fred" Tootell (Lawrence, 9 de setembro de 1902 – Wakefield, 29 de setembro de 1964) foi um atleta e campeão olímpico norte-americano.
Tootel disputou os Jogos Olímpicos de Paris 1924 onde conquistou a medalha de ouro no lançamento do martelo, com a marca de 53,29 m. Primeiro americano nascido no país a ser campeão olímpico nesta modalidade depois de cinco campeões americanos nascidos na Irlanda e emigrados para os Estados Unidos, após abandonar o esporte trabalhou por mais de trinta anos como técnico de atletismo e diretor do Departamento de Educação Física  da Universidade de Rhode Island, onde hoje o complexo aquático leva seu nome.